# Volkszählungsurteil
Das Volkszählungsurteil ist eine Grundsatzentscheidung des Bundesverfassungsgerichts vom 15. Dezember 1983, mit der das Grundrecht auf informationelle Selbstbestimmung als Ausfluss des allgemeinen Persönlichkeitsrechts und der Menschenwürde etabliert wurde. Das Urteil gilt als Meilenstein des Datenschutzes. Anlass war eine für April bis Mai 1983 geplante, aufgrund des Urteils erst 1987 modifiziert durchgeführte Volkszählung in der Bundesrepublik Deutschland.

## Entwicklung des Urteiles
Nach den Bestimmungen des Volkszählungsgesetzes sollte im Frühjahr 1983 eine Volkszählung in Form einer Totalerhebung stattfinden. Die Erfassung sollte durch Beamte oder Beauftragte der öffentlichen Verwaltung von Tür zu Tür erfolgen, da ein Registerabgleich durch die Behörden als zu fehleranfällig angesehen wurde. Neben der vollständigen Kopfzählung war auch die Erhebung weiterer Angaben beabsichtigt. Gegen dieses Bundesgesetz wurden mehrere Verfassungsbeschwerden erhoben. Gleichzeitig fand eine intensive, teilweise polarisierte Auseinandersetzung mit dem Thema in den Medien statt; diverse Bürgerinitiativen riefen zum Boykott des Zensus auf. Am 12. April 1983 fand die erste mündliche Verhandlung vor dem ersten Senat des Bundesverfassungsgerichts statt, welcher am darauf folgenden Tag per Erlass einer auf Anträgen des Lüneburger Jura-Studenten Gunther Freiherr von Mirbach und der Hamburger Rechtsanwältinnen Maja Stadler-Euler und Gisela Wild beruhenden einstweiligen Anordnung die Durchführung des Volkszählungsgesetzes bis zur Entscheidung über die Verfassungsbeschwerden aussetzte.
Sowohl die Bundesregierung als auch alle Landesregierungen mit Ausnahme des Senats der Freien und Hansestadt Hamburg hielten das Volkszählungsgesetz und das Vorhaben für verfassungsgemäß.
Dem widersprach das Bundesverfassungsgericht: Nach weiteren mündlichen Verhandlungen am 18. und 19. Oktober 1983 stellte es in seinem Urteil vom 15. Dezember 1983 fest, dass zahlreiche Vorschriften des Volkszählungsgesetzes erheblich und ohne Rechtfertigung in Grundrechte des Einzelnen eingriffen. Diese Vorschriften erklärte es für nichtig und das gesamte Bundesgesetz für verfassungswidrig, da es die Beschwerdeführer in ihrem Recht auf informationelle Selbstbestimmung verletzte. Das Bundesverfassungsgericht leitete dieses Recht aus Art. 2 Abs. 1 Grundgesetz (GG), dem Recht auf freie Entfaltung der Persönlichkeit, und aus Art. 1 Abs. 1 GG, der Unantastbarkeit der Menschenwürde, ab.

## Kernaussage
Die Anerkennung des informationellen Selbstbestimmungsrechts als vom Grundgesetz geschütztes Gut begründet das Bundesverfassungsgericht aus der Gefährdung der freiheitlichen Grundordnung durch vom Betroffenen unbeherrschte Datensammlungen unter den Bedingungen moderner Informationstechnik. Wer nicht wisse oder beeinflussen könne, welche Informationen bezüglich seines Verhaltens gespeichert und vorrätig gehalten werden, passe aus Vorsicht sein Verhalten an (Panoptismus). Dies beeinträchtige nicht nur die individuelle Handlungsfreiheit, sondern auch das Gemeinwohl, da ein freiheitlich demokratisches Gemeinwesen der selbstbestimmten Mitwirkung seiner Bürger bedürfe.
Die zentrale Stelle der Entscheidung (unter C II 1 a) lautet:

„Mit dem Recht auf informationelle Selbstbestimmung wären eine Gesellschaftsordnung und eine diese ermöglichende Rechtsordnung nicht vereinbar, in der Bürger nicht mehr wissen können, wer was wann und bei welcher Gelegenheit über sie weiß. Wer unsicher ist, ob abweichende Verhaltensweisen jederzeit notiert und als Information dauerhaft gespeichert, verwendet oder weitergegeben werden, wird versuchen, nicht durch solche Verhaltensweisen aufzufallen. […] Dies würde nicht nur die individuellen Entfaltungschancen des Einzelnen beeinträchtigen, sondern auch das Gemeinwohl, weil Selbstbestimmung eine elementare Funktionsbedingung eines auf Handlungsfähigkeit und Mitwirkungsfähigkeit seiner Bürger begründeten freiheitlichen demokratischen Gemeinwesens ist. Hieraus folgt: Freie Entfaltung der Persönlichkeit setzt unter den modernen Bedingungen der Datenverarbeitung den Schutz des Einzelnen gegen unbegrenzte Erhebung, Speicherung, Verwendung und Weitergabe seiner persönlichen Daten voraus. Dieser Schutz ist daher von dem Grundrecht des Art. 2 Abs. 1 in Verbindung mit Art. 1 Abs. 1 GG umfasst. Das Grundrecht gewährleistet insoweit die Befugnis des Einzelnen, grundsätzlich selbst über die Preisgabe und Verwendung seiner persönlichen Daten zu bestimmen.“

Weiter heißt es dort: 
„Wer damit rechnet, daß etwa die Teilnahme an einer Versammlung oder einer Bürgerinitiative behördlich registriert wird und daß ihm dadurch Risiken entstehen können, wird möglicherweise auf eine Ausübung seiner entsprechenden Grundrechte (Art. 8, 9 GG) verzichten.“ 
Einschränkungen der informationellen Selbstbestimmung sind nur auf gesetzlicher Grundlage, beispielsweise gemäß Mikrozensusgesetz oder Bundesstatistikgesetz, zulässig. Ausdrücklich stellte das Bundesverfassungsgericht fest, dass es „kein belangloses Datum“ gebe. Vielmehr bedürfe die Verwendung aller personenbezogenen Daten einer besonderen Rechtfertigung.

## Auswirkungen
Einfluss hatte das Volkszählungsurteil insbesondere auf das Bundesdatenschutzgesetz, das 1990 novelliert wurde, und die Datenschutzgesetze der Länder.
Daneben wurden das Gesetz über die Statistik für Bundeszwecke und die entsprechenden Landesgesetze sowie unzählige Gesetze über Einzelstatistiken nach den Vorgaben des Volkszählungsurteils gestaltet, dies geht hin bis zu einer Welle baulicher Maßnahmen zur Datensicherheit in den entsprechenden Ämtern.
Auf dem Festakt zum 25. Jahrestag des Volkszählungsurteils sagte der Präsident des Bundesverfassungsgerichts, Hans-Jürgen Papier, bei der Neu-Ausbalancierung von Freiheit und Sicherheit habe das Volkszählungsurteil mit dem Verfassungsgerichtsurteil zur Online-Durchsuchung vom 27. Februar 2008 inzwischen eine kleine Schwester bekommen.
Der Deutsche Bundestag war bisher nicht in der Lage, ein mehrheitsfähiges Gesetz vorzulegen, das die Erfordernisse einer ordentlichen Verwaltung hinsichtlich anonymisierter Datenerhebungen umfassend erlaubt. Stattdessen werden einzelne Erhebungen über bestimmte genau eingegrenzte Fragestellungen durchgeführt. Die Europäische Union hat dazu mit der Verordnung (EG) Nr. 763/2008 gemeinsame Regeln für die Bereitstellung umfassender Daten über die Bevölkerung und die Wohnungssituation aufgestellt. Auf diese Vorgaben gehen die Volkszählung in der Europäischen Union 2011 sowie die Volkszählung in Deutschland 2022 zurück.